# David Egerton
David William Egerton (Pinner, 19 ottobre 1961 – Bristol, 8 febbraio 2021) fu un giocatore e allenatore di rugby a 15 internazionale per l'Inghilterra, a lungo terza linea centro del Bath.

## Biografia
Figlio di rugbista che militò nel Wasps, Egerton fu studente all'università di Loughborough ed entrò nel Bath nel 1984, ivi disputando il suo incontro inaugurale in prima squadra a dicembre di quell'anno contro l'Exeter in Coppa Anglo-Gallese.
Fu chiamato, ancora senza presenze in Nazionale inglese, nel gruppo che prese parte alla Coppa del Mondo di rugby 1987 in Nuova Zelanda e Australia, pur senza mai mettere piede in campo durante la manifestazione; esordì nel 1988 a Dublino contro l'Irlanda e più avanti nell'anno fu uno degli elementi più determinanti della vittoria a Twickenham contro l'Australia per 28-19, all'epoca il terzo miglior scarto di sempre contro gli Wallabies .
Si ritirò dalle competizioni nel 1994 dopo la vittoria in 5 campionati inglesi e 7 Coppe Anglo-Gallesi.
Ebbe un breve periodo come allenatore, dapprima al Bridgwater & Albion RFC, club dell'omonima cittadina del Somerset, per poi guidare il Bristol fino all'inizio del 1999.
Originariamente impiegato alla British Aerospace, si trasferì poi a Hong Kong per lavorare come consulente finanziario.
L'8 febbraio 2021 è deceduto a 59 anni durante un ricovero ospedaliero a Bristol in piena pandemia di COVID-19, del quale è rimasto vittima.

## Palmarès
- National Division One: 5
Bath: 1988–89, 1990–91, 1991–92, 1992–93, 1993–94
- Coppe Anglo-Gallesi: 7
Bath: 1984-85, 1985-86, 1986-87, 1988-89, 1989-90, 1991-92, 1993-94